# سیارک ۴۵۷۶
سیارک ۴۵۷۶ (به انگلیسی: 4576 Yanotoyohiko، نامگذاری:1988CC) چهار هزار و پانصد و هفتاد و ششمین سیارک کشف شده‌است که در ۱۰ فوریه ۱۹۸۸ کشف شد.